# Радиация
 Тази статия е за йонизиращото лъчение.  За общия термин вижте лъчение.  
Радиация е най-общо процесът на излъчване на вълни или частици, но на български под радиация най-често се разбира йонизиращата радиация (синоним: йонизиращо лъчение).

## Същност
Радиацията е сбор от разнородни по вид частици и електромагнитни излъчвания с йонизиращо действие. Най-значими са следните типове йонизиращо излъчване: късовълново електромагнитно излъчване (рентгеново и гама-лъчение), потоци от заредени частици – бета-частици (електрони и позитрони), алфа-частици (ядра на изотопа 4He), протони, други йони, мюонов и др., а също и неутрони. Основните източници на радиация са радиоактивните елементи, космическата радиация и изкуствени радиоактивни източници (напр. ядрени реактори). Радиацията е един от главните мутагенни фактори.

## Класификация

### α-частици
Представляват хелиеви ядра (He2+), ускорени до 20 000 km/s. Притежават най-високата йонизираща енергия. Това се дължи главно на голямата им маса (4 атомни маси). α-частиците притежават също двоен положителен електричен заряд (2p+), поради което изменят траекторията си в магнитно поле. Основен техен източник е α-разпадът. При него в продукта на разпада атомната маса намалява с 4, а поредният номер – с 2.

### β-частици
Представляват електрони (e-), ускорени до скорост близка до светлинната (300 000 km/s). Притежават 15 пъти по-малък йонизиращ ефект, но значително по-голяма проникваща способност. Имат отрицателен електричен заряд. Основен техен източник е β-разпадът. При него в продукта на разпада атомната маса се запазва, но поредният номер е по-голям с единица.

### γ-лъчение/частици
Фотони с много висока енергия. Нямат електричен заряд, нито маса в покой. Основен източник е γ-разпадът.
При него в продукта на разпада не се променят атомната маса и поредният номер, но ядрото преминава в по-стабилно състояние.

### Неутрони
Електронеутрални частици с маса, близка до тази на протона. Самостоятелно съществуват кратко време, след което се разпадат до електрон и протон. Техен източник е неутронният разпад.
Към радиоактивните частици спадат също: позитрони, неутрино, мезони и други. Излъчват се и рентгенови лъчи с висока енергия.

## Доза на йонизиращите лъчения
Количеството енергия, погълнато от тела и предмети, които са били изложени на йонизиращо лъчение, се нарича „доза на йонизиращите лъчения“. Разделът от физиката, занимаващ се с определянето (измерването) на дозата на йонизиращите лъчения, се нарича дозиметрия, а измервателните уреди – дозиметри.